# Oscar Luna
Oscar Luna – wenezuelski zapaśnik walczący w stylu wolnym. Zdobył brązowy medal na igrzyskach panamerykańskich w 1971. Trzeci na igrzyskach Ameryki Środkowej i Karaibów w 1978. Dwa medale na igrzyskach boliwaryjskich, złoty w 1970 roku.